# Elin Pålman
Elin Pålman, gift Göthman, född 24 mars 1882 i Maria Magdalena församling i Stockholms stad, död 31 augusti 1912 i Stora Malms församling, var en svensk folkskollärarinna och rösträttsaktivist. Hon var ordförande för Föreningen för kvinnans politiska rösträtt i Gnesta.

## Biografi
Pålman inledde sin lärarkarriär vid 17 års ålder och gjorde sig snabbt känd som en ovanligt engagerad och behärskad lärare. I flera år skötte hon ensam undervisningen för flera klasser vid Gnesta privata skola, innan hon flyttade till Alvesta för att starta en ny skola tillsammans med en väninna.
Förutom sitt arbete som lärare, var Pålman även en produktiv skribent. Hennes artiklar och berättelser publicerades i flera tidningar, inklusive Dagens Nyheter och Stockholms-Tidningen, och hon skrev även under pseudonymen Allan Wide. Pålman var framgångsrik i Iduns litterära tävlingar och bidrog även till tyska tidningar.
Pålman var medlem i Landsföreningen för kvinnans politiska rösträtt i sju år, och tjänade i olika ledande positioner inom organisationen, både i Gnesta och Alvesta. Som talare och journalist bidrog hon kraftigt till rösträttsrörelsen i Sverige, och genomförde bland annat en 16 dagar lång turné genom Gävleborgs län där hon grundade sex nya rösträttsföreningar. Hon tog även initiativ till andra viktiga samhällsprojekt, som att ordna med barnbespisning i Gnesta folkskola, assistera de fattiga, och sprida förstamajblommor.
Den 31 augusti 1912 ingick Pålman äktenskap med bankkassören Olle Göthman i Katrineholm. Pålman avled i sviterna av en njuroperation. Hon är begravd på Nikolai kyrkogård i Örebro.